# Millac
Millac är en kommun i departementet Vienne i regionen Nouvelle-Aquitaine i västra Frankrike. Kommunen ligger i kantonen L'Isle-Jourdain som tillhör arrondissementet Montmorillon. År 2022 hade Millac 467 invånare.

## Befolkningsutveckling
Antalet invånare i kommunen Millac
| Referens: INSEE |